# 趙價
赵价（1077年2月7日—1078年），北宋皇子、豫王。
宋朝第六代皇帝宋神宗赵顼的第七子，生母邢貴妃，熙寧十年（1077年）正月十二日出生。元豐元年（1078年）正月賜名赵价，授武勝軍節度使，封建國公。当年十二月薨逝，贈太師、尚書令，追封衛王，諡号悼惠。元符三年（1100年）三月，其十一弟端王赵佶即位之后，追贈七哥兼中書令，追封豫王。